# Hilário (prefeito pretoriano)
Hilário (em latim: Hilarius) foi um oficial romano do final do século IV, ativo durante o reinado conjunto dos imperadores Graciano (r. 367–383) e Valentiniano II (r. 375–392) e Teodósio I (r. 378–395). Aparece pela primeira vez em 383, quando ocupou algum posto no ocidente; as fontes mencionam que era prefeito urbano, possibilidade rejeitada pelos autores da Prosopografia do Império Romano Tardio. Em 396, assumiu a posição de prefeito pretoriano, possivelmente da Gália. Algumas leis emitidas sob seu ofício foram preservadas no Código de Teodósio.